# První bitva o horu Hermon

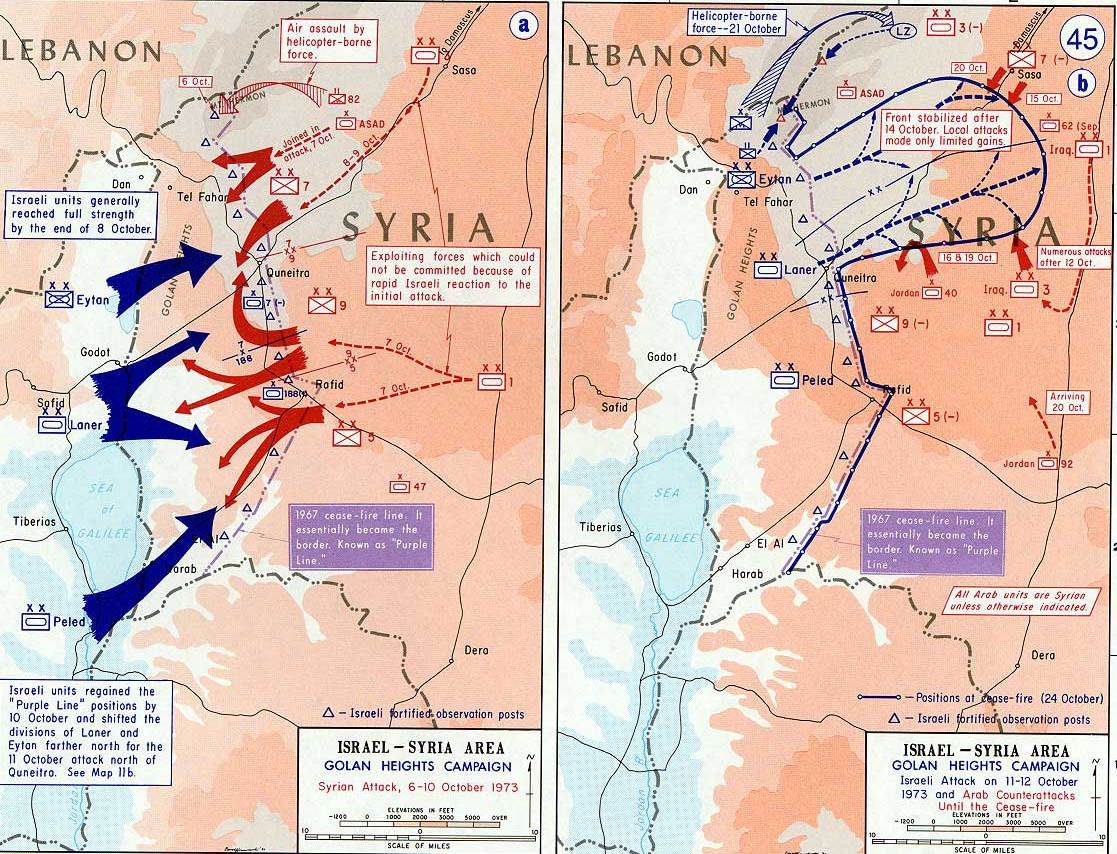
Situace na golanské frontě

První bitva o horu Hermon je název pro syrský útok a obsazení izraelské vojenské pozorovací základny na hoře Hermon. Útok byl zahájen zároveň se zahájením jomkipurské války 6. října 1973 a syrským speciálním jednotkám se podařilo horu Hermon a izraelskou základnu obsadit. Během druhé bitvy o horu Hermon se Izrael neúspěšně pokusil horu a základnu získat zpět. Podařilo se mu to až během třetí bitvy o horu Hermon 22. října, v závěru války.

## Dispozice
Pevnost a pozorovatelnu začala IOS na hoře Hermon budovat krátce po jejím obsazení izraelskou armádou v roce 1967 po šestidenní válka. Velení IOS si uvědomovalo strategickou polohu hory, z níž bylo možné pozorovat rozsáhlé území v Sýrii a Libanonu. Do vybodovaného opevněného tábora byla umístěna nejmodernější radiolokační a pozorovací technika. Kromě toho byly vybudovány pozorovatelny nejen v táboře, ale i v horní části sjezdovky, která zde, společně s lyžařským vlekem byla také vybudována. Některé části opevnění ale nebyly v době syrského útoku dokončeny a dokončen nebyl ani systém zákopů.
Kromě techniků a specialistů z IOS, kteří obsluhovali techniku bylo k obraně základny vyčleněno třináctičlenné družstvo s velitelem. V době útoku byla obrana pevnosti posílena vojáky z brigády Golani na padesát pět mužů.

## Plánování
Pro obsazení izraelské základny na hoře Hermon vyčlenilo syrské velení 82. syrský výsadkový prapor ze sestavy elitních jednotek o síle 500 mužů. Ti měli být dopraveni na místo ve 4 vrtulnících.

## Průběh operace
Již několik dní před zahájením útoku předávali pozorovatelé z Hermonu na velitelství IOS informace o zvyšující se koncentraci syrských jednotek za Purpurovou linií. 5. října se část osádky pevnosti věnovala jomkipurovým modlitbám, ale všechna pozorovací stanoviště byla obsazena. Ve 13:45 pozorovatelé nahlásili, že Syřané snímají z děl maskovací sítě a vzápětí se pevnost stala cílem dělostřelecké palby.
Podle syrského plánu byli ve 14:55 ze tří vrtulníků vysazeni poblíž základny syrští výsadkáři (čtvrtý syrský vrtulník přepravující výsadkáře explodoval ve vzduchu). První skupina syrských výsadkářů zahájila postup k vrcholu hory po 14 hodině a po necelé hodině se dostala do vzdálenosti 150 m od izraelských předsunutých obranných postavení. Další skupina syrských výsadkářů mezitím ostřelovala pozorovatelny osazené Izraelci. Ti se následně z nechráněných pozorovatelen stáhli a později se jedenácti z nich podařilo dostat zpět k izraelským pozicím pod horou.
První pokus o dobytí základny izraelští obránci z brigády Golani odrazili i přesto, že jim syrská dělostřelecká palba zničila dva ze tří těžkých kulometů, kterými disponovali. Syřané se přeskupili a znovu začali postupovat vpřed. Další útok podnikli Syřané kolem 17 hodiny, přičemž využili toho, že obráncům svítilo do očí zapadající slunce. Syřanům se následně podařilo zatlačit část obránců do bunkru. Situace vojáků v bunkru byla bezvýchodná. Podařilo se jim sice likvidovat syrské pokusy o průnik do bunkru, ale nacházeli se ve tmě, neboť nefungoval agregát vyrábějící elektřinu a nefungovali ani vzduchové filtry, takže se začínali dusit dýmem ze syrských dýmových granátů. Navíc jim docházela i munice a nemohli ani komunikovat jak s velením, tak se zbytkem obránců, kteří bojovali v pevnosti. Ve 21 hodin večer se vojákům i s důstojníky, kteří se stáhli do bunkru podařilo spojovacím tunelem dostat ven a nepozorovaně dírou v plotě uniknout a dostat se k izraelským pozicím, i když se tak dělo pod syrskou palbou.
Po obsazení okolí základny a jejich podzemních prostor se Syřanům podařilo dostat přes silná ocelová vrata do hlavních řídících prostor, kde zlikvidovali či zajali zbytek personálu. Ten byl tvořen techniky bez vojenského výcviku, kteří se po celou dobu bojů skrývali v krytu.
Po bitvě se Syřanům podařilo zajistit neporušené elektronické vybavení japonské výroby, které následně předali Sovětům. Z 55 mužů se ze základy na hoře Hermon zachránilo 11, ostatní buď padli, nebo byli zajati.

## Kritika
Po válce se cílem kritiky stala IOS za stav opevnění na hoře Hermon v okamžiku syrského útoku. Přestože bylo zřejmé, že pozorovací stanice na Hermonu je pro Izrael klíčová, jejímu zabezpečení byl věnována malá pozornost: na obranu celé základny bylo vyčleněno pouhých 13 vojáků pod velením jednoho důstojníka. Na základně se sice nacházeli i technici obsluhující pozorovací techniku, ale ti neměli vojenský výcvik a v okamžiku syrského útoku se nezapojili do obrany. Samotný opěrný bod byl sice vybudován důkladně, ale nebyl dokončen systém zákopů pro případ pozemního útoku a minimální pozornost byla věnována i údržbě.